# 董成鹏
董成鹏（1982年1月12日—），艺名大鹏，吉林省集安市人，中国主持人、歌手、演员、导演和编剧，赵本山的第53位弟子。2004年开始主持生涯，同年发表个人单曲《醉心》。2007年创办中国首档互联网脱口秀节目《大鹏嘚吧嘚》。2012年，执导并出演网络剧《屌丝男士》。2015年执导并出演电影《煎饼侠》，首次担任电影导演。2018年，以《吉祥》獲得第55屆金馬獎最佳劇情短片，2023年，凭电影《第八个嫌疑人》获得第25届上海国际电影节金爵奖最佳男演员奖和提名第42届香港电影金像奖最佳男主角。

## 生平
- 毕业于吉林建筑大学建筑工程管理专业[1]，因深受Beyond音乐影响，2000年组建“及格乐队”和“天空乐队”，任吉他手、主唱[2]。
- 2004年5月，担任搜狐视频明星访谈类节目《明星在线》的主持人。
- 2006年，担任搜狐视频娱乐类节目《娱乐今评媒》、《我音我秀》的制片人兼主持人；同年8月，担任搜狐娱乐播报副主编；同年10月，推出个人单曲《秋天是用来分手的季节》，收录于《极品男人》合辑中。
- 2007年，担任搜狐视频脱口秀节目《大鹏嘚吧嘚》的主持人；同年7月，出演李伯男执导的话剧《我要成名》，在剧中饰演男一号贾岛 ；同年8月，参与歌曲《We are ready》的录制，并在天安门前参与了奥运倒计时一周年的演出。
- 2008年，与郭柯宇、章贺合作主演爱情电影《完美新娘》，在片中饰演腼腆、善良的男二号罗杰，这是他的首部电影作品 ；同年12月，在话剧《天作之合》中饰演男一号穆居易。
- 2009年1月，与黄渤、杜海涛、张殿菲合作主演喜剧电影《倔强的萝卜》 ；同年2月14日，其出演的爱情电影《变身契约》上映；同年5月，与阿雅搭档主持搜狐视频娱乐资讯节目《大雅之堂》；同年6月，担任山东卫视综艺娱乐节目《不亦乐乎》的主持人 ；同年12月，主持中国中央电视台农民工创业帮扶类节目《阳光大道》。
- 2010年1月，主持旅游卫视综艺节目《一触即发》； 随后，出演薛晓路执导的文艺电影《海洋天堂》；同年3月，担任辽宁卫视综艺节目《明星转起来》的主持人；同年4月，正式拜赵本山为师，成为赵本山第53位弟子。
- 2011年1月，出演曹云金、代乐乐、梁超主演的话剧《分手大师》，在剧中饰演劫匪小翠；同年2月，主持北京卫视喜剧小品类节目《喜剧世界》；随后，与戴军、夏凡、孟茜合作主演职场喜剧《疯狂办公室》，在剧中饰演爱占小便宜、做事不靠谱的男二号郑靠谱，并为该剧创作主题曲《不是路人甲》；同年，担任北京文艺台明星访谈类节目《最佳现场》的主持人。
- 2012年，担任迷你喜剧《屌丝男士》的导演及编剧，在剧中饰演了男主角大鹏；同年7月，主持湖南卫视新闻求证类节目《新闻大求真》；同年，参加湖南卫视明星模仿竞技类节目《百变大咖秀》，获得第二季总决赛冠军。
- 2013年，自编自导自演迷你喜剧《屌丝男士2》；同年12月，出版书籍《在难搞的日子笑出声来》。
- 2014年1月11日，其主演的贺岁喜剧电影《六福喜事》上映，饰演黛黛的哥哥芭比，与熊黛林饰演一对兄妹；随后，参加中央电视台春节联欢晚会，与蔡明、华少、岳云鹏合作表演小品《扰民了您》；同年2月，自编自导自演迷你喜剧《屌丝男士3》；同年3月，主持东方卫视喜剧真人秀节目《笑傲江湖》；同年，与萧敬腾、江疏影、谢娜合作主演青春喜剧电影《大宅男》，在片中饰演男主角阿宅的室友抠男；同年12月，获得“时尚先生年度盛典”年度跨界人物奖。
- 2015年2月6日，其主演的喜剧电影《一路惊喜》上映，在片中则饰演性格傲慢的土豪沈大宝；随后，参加江苏卫视春节联欢晚会，并表演小品《我愿意》；同年，自编自导自演迷你喜剧《屌丝男士4》；同年6月20日，凭借电影《煎饼侠》获得“第12届电影频道传媒大奖”最佳新人导演奖、最佳新人男演员奖；同年7月1日，出版书籍《先成为自己的英雄》 ；同年7月17日，其自编自导自演的喜剧电影《煎饼侠》上映，并为该片演唱同名主题曲《煎饼侠》及插曲《恐高的鸟》；同年，化名为“漂亮男孩不说谎”参加江苏卫视音乐挑战真人秀节目《蒙面歌王》；同年11月，获得“第11届中美电影节”中美人才交流杰出中国青年导演奖；同年12月4日，其主演的科幻喜剧电影《不可思异》上映，饰演个性贪婪的黑帮老大“一哥”。
- 2016年，与倪妮、李治廷、周冬雨合作主演古装奇幻电影《奇门遁甲》，在片中饰演身怀绝技的男主角诸葛青云；随后，出演冯小刚执导的剧情电影《我不是潘金莲》，在片中饰演基层法官王公道；同年5月8日，其执导的电影《煎饼侠》获得“第23届北京大学生电影节”最佳处女作奖的提名；同年，与范伟、张天爱、乔杉合作主演喜剧电影《父子雄兵》，在片中饰演梦想咸鱼翻身的男主角范小兵，并担任该片的监制；同年10月，推出与小S合唱的歌曲《我不是潘金莲》，并作为同名电影的推广曲 ；此外，他还为喜剧动作电影《欢乐好声音》中的考拉月伯乐配音。
- 2017年，担任喜剧电影《缝纫机乐队》的导演及编剧，并在片中饰演了乐队经纪人程宫 ；随后，凭借电影《我不是潘金莲》获得“第11届亚洲电影大奖”最佳男配角奖的提名 ；同年1月28日，其出演的古装魔幻喜剧电影《西游伏妖篇》上映，而他在片中则是演驱魔道长 ；9月，化名为“复仇的裁缝”参加江苏卫视音乐挑战类真人秀节目《蒙面唱将猜猜猜第二季》的录制。
- 2018年凭借所执导的短片《吉祥》获得第55届台湾电影金马奖最佳剧情短片。
- 2019年11月，他与柳岩合作主演的黑色幽默电影《受益人》上映。
- 2020年9月，参与综艺《演员请就位第二季》担任节目发起人。[3]
- 2021年1月，执导的第三部电影《吉祥如意》上映，由短片《吉祥》和纪录《吉祥》拍摄过程的《如意》两部分组成，讲述吉林省集安市花甸镇柞树村一家人春节聚会和日常生活的故事，取得很好口碑[4][5]。

2023年他连续推出两部执导的电影——自导自演喜剧片《保你平安》和黄渤、王一博领衔主演的青春舞蹈励志电影《热烈》，以及主演的港产犯罪片《第八个嫌疑人》和中国职场讽刺喜剧片《年会不能停！》，其口碑和票房成绩都比较理想。其中《第八个嫌疑人》获得第25届上海国际电影节最佳男演员奖和提名第42届香港电影金像奖最佳男主角。

## 影视作品

### 電視劇
| 首播年份  | 片名           | 角色     | 备注                 |
| --------- | -------------- | -------- | -------------------- |
| 2007-2016 | 大鹏嘚吧嘚     | 主持人   | 網絡劇               |
| 2012-2015 | 屌丝男士 (1-4) |          | 網絡劇               |
| 2021      | 假日暖洋洋     | 陳斌斌   |                      |
| 2021      | 雙探           | 周游     |                      |
| 2022      | 回到明天       | 購物男士 | 網絡劇，2018年拍攝   |
| 2024      | 我的阿勒泰     | 不適用   | 担任联合出品人、监制 |

### 電影
| 首播年份 | 片名         | 角色                      | 备注               |
| -------- | ------------ | ------------------------- | ------------------ |
| 2014年   | 六福喜事     | Barbie                    | 客串               |
| 2014年   | 大宅男       | 扣男                      |                    |
| 2015年   | 一路惊喜     | 沈大宝                    |                    |
| 2015年   | 煎饼侠       | 大鹏                      | 兼任"導演"         |
| 2015年   | 不可思异     | 一哥                      |                    |
| 2016年   | 我不是潘金莲 | 王公道                    |                    |
| 2016年   | 摆渡人       | 老胡                      |                    |
| 2017年   | 西游伏妖篇   | 道士                      |                    |
| 2017年   | 欢乐好声音   | 巴斯特穆恩（Buster Moon） | 中國大陸版配音     |
| 2017年   | 父子雄兵     | 范小兵                    |                    |
| 2017年   | 缝纫机乐队   | 程宫                      | 兼任"導演"         |
| 2017年   | 奇門遁甲     | 诸葛青云                  |                    |
| 2018年   | 祖宗十九代   | 三當家                    |                    |
| 2018年   | 捉妖记2      | 捕妖亭亭主                |                    |
| 2018年   | 21克拉       | 贝总                      |                    |
| 2018年   | 吉祥         | 短片                      | 获得金马奖最佳短片 |
| 2019年   | 鼠胆英雄     | 枪神                      |                    |
| 2019年   | 铤而走险     | 刘小俊                    |                    |
| 2019年   | 受益人       | 吳海                      |                    |
| 2020年   | 大赢家       | 严谨                      | 網絡首播           |
| 2021年   | 吉祥如意     | 董成鹏                    | 兼任"導演"         |
| 2021年   | 唐人街探案3  | 警校考官                  |                    |
| 2021年   | 第十一回     | 胡昆汀                    |                    |
| 2023年   | 無名         | 唐部長                    |                    |
| 2023年   | 保你平安     | 魏平安                    | 兼任"導演"         |
| 2023年   | 热烈         |                           | 兼任"導演"         |
| 2023年   | 第八个嫌疑人 | 陳信文/莫志強             |                    |
| 2023年   | 年会不能停   | 胡建林                    |                    |
| 2024年   | 骗骗喜欢你   | 不適用                    | 担任监制           |
| 2025年   | 酱园弄·悬案  | 何慧贤                    |                    |
| 2025年   | 艺术学院1994 |                           | 擔任"配音"         |
| 2025年   | 长安的荔枝   | 李善德                    | 兼任"導演"、"編劇" |

## 综艺节目
- 2015年 奔跑吧兄弟第2季
- 2015年 挑战者联盟
- 2015年 蒙面歌王
- 2016年 王牌对王牌
- 2016年 二十四小時
- 2016年 姐姐好餓
- 2019年 极限挑战第5季 第5期

## 书籍
- 2013年 《在难搞的日子笑出声来》
- 2015年 《先成为自己的英雄》
- 2017年 《梦想的路 我们全力以赴》

## 音乐作品
- 2020年 万万 （翻唱，收录于赵英俊专辑《一首歌一个故事》）
- 2017年 再见理想（电影《缝纫机乐队》片尾曲，与Beyond乐队已故乐手黄家驹隔空对唱）
- 2017年 不再犹豫（电影《缝纫机乐队》插曲，与Beyond乐队乐手叶世荣、黄贯中合唱）
- 2017年 都选C（电影《缝纫机乐队》宣传曲）
- 2017年 悟空传（电影《悟空传》片尾曲，以“缝纫机乐队”名义演唱）
- 2015年 煎饼侠（电影《煎饼侠》宣传曲）
- 2015年 恐高的鸟（电影《煎饼侠》插曲，作词并演唱。）
- 2014年 绝口不提（柳岩作词，大鹏作曲）
- 2006年 秋天是用来分手的季节
- 2004年 醉心

## 生活
妻子张文露与董成鹏是大学同学。两人相识于一次晚会，董成鹏对其一见钟情。